# 15. julij
15. julij je 196. dan leta (197. v prestopnih letih) v gregorijanskem koledarju. Ostaja še 169 dni.

## Dogodki
- 1099 – križarji osvojijo Jeruzalem, konec prve križarske vojne
- 1207 – angleški kralj Ivan Brez dežele izžene canterburyjske menihe, ker podpirajo canterburyjskega škofa Stephena Langtona
- 1240 – Bitka na Nevi
- 1381 – v prisotnosti Riharda II. usmrčen vodja kmečkih uporov John Ball
- 1410 – Poljaki in Litovci v bitki pri Grunwaldu premagajo tevtonske viteze in tako oslabijo njihovo moč
- 1789 – Markiz de la Fayette postane poveljnik pariške narodne garde
- 1799 – v egiptovski vasi Rosetta najden kamen iz Rosette, iz katerega pozneje razvozlajo hieroglife
- 1801 – Napoleon Bonaparte in rimokatoliška cerkev skleneta konkordat
- 1815 – Napoleon Bonaparte se vda na krovu ladje HMS Bellerophon
- 1841 – Londonska konvencija o ožinah dovoli plovbo skoz Bospor, Dardanele in Marmarsko morje samo turškim vojnim ladjam
- 1862 – pri Vicksburgu (Misisipi) prebita pomorska blokada ameriškega juga
- 1870 – Georgia kot zadnja od južnih držav ponovno sprejeta v zvezo
- 1916 – William Boeing ustanovi družbo Pacific Aero Products, kasnejši Boeing
- 1918 – začne se druga bitka na Marni
- 1920 – Ana Kansky je zagovarjala svojo disertacijo O učinkovanju formalina na škrob in s tem postala prva doktorandka Univerze v Ljubljani (in 72. ženska na svetu)
- 1931 – Eligio Saldana - Kid Chocolate postane prvi boksarski svetovni prvak s Kube
- 1943 – začne se bitka za Orel
- 1944 – ZDA zavzamejo Saipan
- 1958 – 15.000 ameriških marincev se izkrca v Bejrutu, da bi ob izbruhu libanonske krize varovali prozahodno libanonsko vlado
- 1965 – Mariner 4 pošlje prve slike z Marsa
- 1997 – Slobodan Milošević postane predsednik ZR Jugoslavije
- 2001 – v Beli krajini se konča snemanje filma Šelestenje
- 2002 – John Walker Lindh spoznan za krivega sodelovanja s talibi
- 2014 – v nesreči moskovske podzemne železnice umre 22 ljudi

## Rojstva
- 1273 – Ewostatewos, etiopski svetnik († 1352)
- 1573 – Inigo Jones, angleški arhitekt († 1652)
- 1606 – Rembrandt, nizozemski slikar († 1669)
- 1779 – Clement Clarke Moore, ameriški pesnik († 1863)
- 1796 – Thomas Bulfinch, ameriški mitolog († 1867)
- 1799 – Ignacij Holzapfel, slovenski pesnik, teolog, dekan († 1868)
- 1848 – Vilfredo Pareto, italijanski ekonomist, sociolog, filozof († 1923)
- 1850 – Maria Francesca Cabrini - Mati Cabrini, ameriška nuna italijanskega rodu, svetnica († 1917)
- 1858 – Anton Cerar - Anton Danilo, slovenski dramatik, gledališki režiser, gledališki in filmski igralec († 1947)
- 1867 – Jean-Baptiste-Étienne-Auguste Charcot, francoski raziskovalec, oceanograf († 1936)
- 1869 – Ivan Zajec, slovenski kipar († 1952)
- 1870 – Vladimir Dimitrijevič Nabokov, ruski založnik, politik († 1922)
- 1871 – Kunikida Doppo, japonski pisatelj († 1908)
- 1886 – Jacques Rivière, francoski pisatelj, kritik, urednik († 1925)
- 1892 – Walter Benjamin, nemški književni kritik, filozof judovskega rodu († 1940)
- 1899 – Seán Francis Lemass, irski predsednik vlade († 1971)
- 1902 – Jean Rey, belgijski politik († 1983)
- 1911 – Edward Shackleton, angleški polarni raziskovalec († 1994)
- 1914 – Hammond Innes, angleški pisatelj († 1998)
- 1918 – Bertram Neville Brockhouse, kanadski fizik, nobelovec 1994 († 2003)
- 1919 – Jean Iris Murdoch, irsko-britanska pisateljica, filozofinja († 1999)
- 1926 – Leopoldo Galtieri, argentinski diktator († 2003)
- 1928 – Carl Woese, ameriški mikrobiolog
- 1930 – Jacques Derrida, francoski filozof († 2004)
- 1930 – Stephen Smale, ameriški matematik
- 1934 – Harrison Paul Birtwistle, angleški skladatelj
- 1945 – Jürgen Wilhelm Möllemann, nemški politik († 2003)
- 1946 – Linda Ronstadt, ameriška pevka, tekstopiska, glasbena producentka, igralka
- 1949 – Carl Bildt, švedski politik
- 1953 – Jean-Bertrand Aristide, haitijski predsednik
- 1966 – Irène Marie Jacob, francosko-švicarska filmska igralka

## Smrti
- 668 – Konstans II., bizanzinski cesar (* 630)
- 967 – Boleslav I., češki knez
- 1015 – Vladimir I. Veliki, kijevski veliki knez (* 958)
- 1085 – Robert Guiscard, normanski pustolovec in vladar Apulije (* okoli 1015)
- 1249 – Heinrich von Hohenlohe, veliki mojster vitezov križnikov
- 1274 – Sveti Bonaventura (krstno ime Giovanni Fidanza), cerkveni učitelj, frančiškanski redovnik, filozof in mistik (* 1221)
- 1291 – Rudolf I. Habsburški, nemški kralj (* 1218)
- 1299 – Erik II., norveški kralj (* 1268)
- 1381 – John Ball, angleški izobčeni duhovnik, kmečki upornik (* 1338)
- 1406 – Viljem Habsburški, avstrijski vojvoda (* 1370)
- 1410 – Ulrich von Jungingen, 26. veliki mojster vitezov križnikov (* 1360)
- 1664 – Ibrahim al-Hakilani, maronitski učenjak (* 1605)
- 1767 – Michael Bruce, škotski pesnik (* 1746)
- 1828 – Jean-Antoine Houdon, francoski kipar (* 1741)
- 1839 – Winthrop Mackworth Praed, angleški politik, pesnik (* 1802)
- 1844 – Claude Charles Fauriel, francoski zgodovinar, filolog, kritik (* 1772)
- 1857 – Carl Czerny, avstrijski pianist, skladatelj (* 1791)
- 1890 – Gottfried Keller, švicarski pesnik in pisatelj (* 1819)
- 1904 – Anton Pavlovič Čehov, ruski pisatelj, dramatik (* 1860)
- 1919 – Hermann Emil Fischer, nemški kemik, nobelovec 1902 (* 1852)
- 1929 – Hugo von Hofmannsthal, avstrijski pesnik, dramatik, pisatelj (* 1874)
- 1931 – Ladislaus Josephovich Bortkiewicz, ruski ekonomist poljskega rodu (* 1868)
- 1933 – Freddie Keppard, ameriški jazzovski glasbenik (* 1890)
- 1936 – Richard Dixon Oldham, britanski geolog, seizmolog (* 1858)
- 1940 – Robert Pershing Wadlow, ameriški velikan (* 1918)
- 1979 – Juanita Fernández Morales - Juana de Ibarbourou, urugvajska pesnica (* 1895)
- 1992 – Hammer DeRoburt, predsednik Nauruja (* 1922)
- 1997 – Gianni Versace, italijanski modni oblikovalec (* 1946)
- 2003 – Roberto Bolaño, čilski pesnik, pisatelj (* 1953)

## Prazniki in obredi
- Bocvana – dan predsednika
- Brunej – sultanov rojstni dan
- Palermo (Sicilija, Italija) - dan sv. Rozalije
- Japonska – obon, 3. dan
- pravoslavne cerkve - dan sv. Vladimirja